# Klaas Karregat
Nicolaas Jozef (Klaas) Karregat (Volendam, 26 februari 1934 – Edam, 25 mei 2016) was een Nederlands voetballer. Hij speelde zijn gehele carrière voor Volendam.

## Loopbaan

### Beginjaren
Hij was de derde uit een gezin van zeven kinderen. Zijn vader Jan Karregat was visventer van beroep. Als elfjarige mocht Klaas Karregat in 1945 lid worden van RKSV Volendam. Twee weken voor zijn zeventiende verjaardag maakte hij zijn debuut in het eerste elftal. Hij kwam op 11 februari 1951 in Enkhuizen als invaller binnen de lijnen tegen West Frisia. Hij begon als middenvelder maar verhuisde al snel naar de defensie. Daar werd hij voornamelijk als rechtsachter maar ook als centrumverdediger ingezet. Met ingang van het seizoen 1952/53 kreeg hij een vaste plaats in het elftal. In zijn begintijd werd hij met Volendam tweemaal op rij, in 1952 en 1953, kampioen in de Tweede klasse. Karregat was beide keren van de partij in de nacompetitie. Daarin liep Volendam telkens promotie mis naar de hoogste klasse.

### Nieuw-Guinea
In het voorjaar van 1954 moest hij in militaire dienst. Na een halfjaar diensttijd bij de marine werd hij voor dertien maanden uitgezonden naar Nieuw-Guinea. Hij vertrok eind oktober 1954 en speelde dat seizoen alleen de eerste vijf duels. Karregat verbleef in het Hollandse kampement in Biak. Tijdens zijn verblijf op het eiland gaf hij voetbaltraining op blote voeten aan de Papoea's in ruil voor bananen. Die waren voor hem een welkome afwisseling van de rijst als dagelijkse kost. Hij keerde in november 1955, ziek van malaria, in Nederland terug. Na ruim een jaar afwezigheid maakt hij zijn rentree voor Volendam op 4 december 1955, thuis tegen DHC (2-1). Volendam was bij zijn thuiskomst geen amateurvereniging meer. De club stapte in de zomer van 1955 over naar het betaald voetbal.

### Bekerverrassing
Volendam bereikte als eerste Eerste divisieclub de finale van de KNVB beker in het seizoen 1957/58. De Volendamse ploeg verloor de eindstrijd op 26 juni 1958 met 3-4 van Sparta in het Olympisch stadion in Amsterdam. Karregat had de pech dat hij een eigen doelpunt scoorde, dit was de tweede treffer voor Sparta.
Een jaar eerder boekte Volendam al een opmerkelijk bekersucces door Ajax, de koploper van de Eredivisie, uit te schakelen. Voor eigen publiek wonnen de Volendammers op 14 oktober 1956 met 4-2.

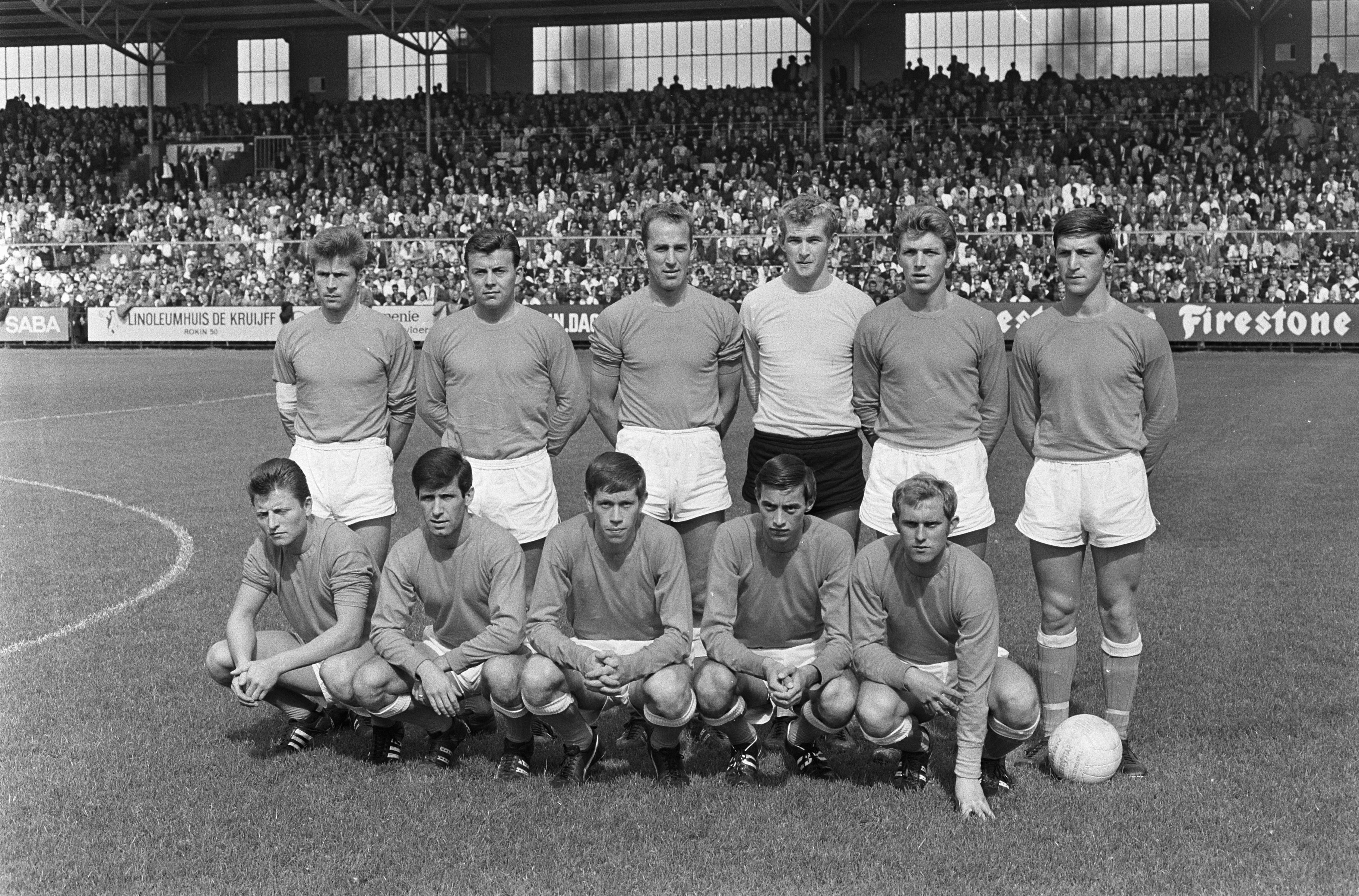
Karregat, staand 3e van links, met elftal Volendam (10 september 1967).

### Heen en weer
In het seizoen 1958/59 werd Volendam voor het eerst kampioen in de Eerste divisie en debuteerde op het hoogste voetbalniveau. Karregat stond in alle 34 Eredivisieduels aan de aftrap maar kon degradatie niet voorkomen. Een jaar later was Volendam alweer terug in de Eredivisie. De club kon zich toen drie seizoenen handhaven.
Karregat was een pure verdediger. Zijn enige competitiedoelpunt scoorde hij op 2 december 1962. Hij benutte een strafschop in de uitwedstrijd tegen DOS (3-2 verlies). Ook in het bekertoernooi scoorde hij eenmaal, eveneens uit een penalty.
Voor de thuiswedstrijd tegen RCH op 23 oktober 1966 kreeg hij een bloemenhulde omdat hij zijn derde lustrum (vijftien seizoenen) vierde als speler van de hoofdmacht. Karregat kondigde toen aan te willen stoppen in 1967, na afloop van dat seizoen. Toch tekende hij als oudste speler weer bij.

### Laatste jaar
Hij nam afscheid na de degradatie in 1969 om zijn plek aan een jongere speler af te staan. Na enkele maanden in het nieuwe seizoen deed trainer Hans Croon toch weer een beroep op hem. Karregat wilde geen contract en speelde op amateurbasis. Na twee weken training maakte hij zijn rentree op 16 november 1969 in de met 5-0 gewonnen thuiswedstrijd tegen Willem II. 
Bijna op het einde, in april 1970, liep hij voor het eerst in zijn loopbaan een blessure (knie) op. Daardoor was hij enkele weken uit de roulatie. Maar hij was op tijd hersteld voor het promotiefeest op 24 mei 1970.
Een week later op de slotdag speelde hij op 36-jarige leeftijd zijn laatste competitieduel. Hij nam met zijn vierde promotie, en zesde kampioenschap, definitief afscheid als actief voetballer.

### Na loopbaan
Karregat was al op jonge leeftijd directeur van een plasticfabriek in Volendam. Na zijn voetbalcarrière bleef hij supporter van de Volendamse club. Tot enkele maanden voor zijn overlijden bezocht hij de wedstrijden.
Hij was in 1969 een van de oprichters van het zaterdagvoetbal bij Volendam. Hij speelde nog vele jaren in het zaterdagteam dat zes seizoenen op rij ongeslagen bleef.
Hij maakte later deel uit van het clubbestuur, als coördinator van de technische staf. In 1982 trad hij met het gehele bestuur af.
Ook behoorde hij in de jaren zeventig tot de aandeelhouders van de Vrienden van Volendam, een stichting met als doel het stimuleren van betaald voetbal in het dorp.
Karregat overleed op 82-jarige leeftijd in 2016 in zijn woonplaats Edam en werd begraven op de RK begraafplaats aan het Zeevangsdijkje in Edam. 

## Clubstatistieken
| Seizoen | Club     | Land      | Competitie             | Competitie | Competitie | Beker | Beker | Internationaal | Internationaal | Overig | Overig | Totaal | Totaal |
| Seizoen | Club     | Land      | Competitie             | Wed.       | Dlp.       | Wed.  | Dlp.  | Wed.           | Dlp.           | Wed.   | Dlp.   | Wed.   | Dlp    |
| ------- | -------- | --------- | ---------------------- | ---------- | ---------- | ----- | ----- | -------------- | -------------- | ------ | ------ | ------ | ------ |
| 1950/51 | Volendam | Nederland | Tweede klasse B West I | 1          | 0          | –     | –     | –              | –              | –      | –      | 1      | 0      |
| 1951/52 | Volendam | Nederland | Tweede klasse B West I | 2          | 0          | –     | –     | –              | –              | 4      | 0      | 6      | 0      |
| 1952/53 | Volendam | Nederland | Tweede klasse B West I | 20         | 0          | –     | –     | –              | –              | 4      | 0      | 24     | 0      |
| 1953/54 | Volendam | Nederland | Tweede klasse B West I | 18         | 0          | –     | –     | –              | –              | –      | –      | 18     | 0      |
| 1954/55 | Volendam | Nederland | Tweede klasse B West I | 5          | 0          | –     | –     | –              | –              | –      | –      | 5      | 0      |
| 1955/56 | Volendam | Nederland | Eerste klasse C        | 20         | 0          | –     | –     | –              | –              | –      | –      | 20     | 0      |
| 1956/57 | Volendam | Nederland | Eerste divisie B       | 30         | 0          | 4     | 0     | –              | –              | –      | –      | 34     | 0      |
| 1957/58 | Volendam | Nederland | Eerste divisie A       | 27         | 0          | 7     | 0     | –              | –              | –      | –      | 34     | 0      |
| 1958/59 | Volendam | Nederland | Eerste divisie A       | 30         | 0          | 4     | 0     | –              | –              | –      | –      | 34     | 0      |
| 1959/60 | Volendam | Nederland | Eredivisie             | 34         | 0          | –     | –     | –              | –              | –      | –      | 34     | 0      |
| 1960/61 | Volendam | Nederland | Eerste divisie A       | 34         | 0          | 4     | 1     | –              | –              | –      | –      | 38     | 1      |
| 1961/62 | Volendam | Nederland | Eredivisie             | 34         | 0          | 3     | 0     | –              | –              | –      | –      | 37     | 0      |
| 1962/63 | Volendam | Nederland | Eredivisie             | 28         | 1          | 1     | 0     | –              | –              | –      | –      | 29     | 1      |
| 1963/64 | Volendam | Nederland | Eredivisie             | 30         | 0          | 1     | 0     | –              | –              | –      | –      | 31     | 0      |
| 1964/65 | Volendam | Nederland | Eerste divisie         | 30         | 0          | 2     | 0     | –              | –              | –      | –      | 32     | 0      |
| 1965/66 | Volendam | Nederland | Eerste divisie         | 27         | 0          | 3     | 0     | –              | –              | –      | –      | 30     | 0      |
| 1966/67 | Volendam | Nederland | Eerste divisie         | 37         | 0          | 3     | 0     | –              | –              | –      | –      | 40     | 0      |
| 1967/68 | Volendam | Nederland | Eredivisie             | 34         | 0          | 4     | 0     | –              | –              | –      | –      | 38     | 0      |
| 1968/69 | Volendam | Nederland | Eredivisie             | 34         | 0          | 3     | 0     | –              | –              | 2      | 0      | 39     | 0      |
| 1969/70 | Volendam | Nederland | Eerste divisie         | 19         | 0          | 0     | 0     | –              | –              | –      | –      | 19     | 0      |
| Totaal  | Totaal   | Totaal    | Totaal                 | 494        | 1          | 39    | 1     | 0              | 0              | 10     | 0      | 543    | 2      |